# Xã Green, Quận Wayne, Ohio
Xã Green (tiếng Anh: Green Township) là một xã thuộc quận Wayne, tiểu bang Ohio, Hoa Kỳ. Năm 2010, dân số của xã này là 11.915 người.